# Kortneusvleerhond
De kortneusvleerhond (Cynopterus sphinx)  is een zoogdier uit de familie van de vleerhonden (Pteropodidae). De wetenschappelijke naam van de soort werd voor het eerst geldig gepubliceerd door Vahl in 1797.